# گمینا شنگاوا
گمینا شنگاوا (به لهستانی:  Gmina Sieniawa) یک گمینا در لهستان است که در شهرستان پژوورسک واقع شده‌است. گمینا شنگاوا ۱۲۷٫۳۱ کیلومتر مربع مساحت و ۷٬۰۱۰ نفر جمعیت دارد.